# TVV 45–54
A TVV 45–54 a Tiszavidéki Vasút (TVV) 1B tengelyelrendezésű szerkocsis személyvonati gőzmozdonysorozata volt.

## Története
A TVV 1859-ben 10 db mozdonyt rendelt Ausztriában a StEG mozdonygyárában. A mozdonyok belsőkeretes, belső vezérmű elrendezésűek voltak. A 45-54 pályaszámok mellett neveket is kaptak: VILÁGOSVÁR, KIRÁLY-TELEK, SZERENCS, TISZA-LÚCZ, TISZA, KÖRÖS, SZAMOS, MAROS, DUNA és MÁTRA.
A Tiszavidéki Vasút 1880-évi államosításakor a mozdonyok a MÁV-hoz kerültek ahol előbb 316-325 pályaszámokat kaptak, amit a második rendszerben IIc. osztály 1121-1130 számozásra változtattak.

## Fordítás
Ez a szócikk részben vagy egészben  a   TVV 45–54 című német Wikipédia-szócikk fordításán alapul.  Az eredeti cikk szerkesztőit annak laptörténete sorolja fel. Ez a jelzés csupán a megfogalmazás eredetét és a szerzői jogokat jelzi, nem szolgál a cikkben szereplő információk forrásmegjelöléseként.